# Katedra św. Trójcy w Downpatrick
Katedra świętej Trójcy (ang. Cathedral Church of the Holy and Undivided Trinity) – katedra Kościoła Irlandii znajdująca się w mieście Downpatrick, w Irlandii Północnej. Mieści się na wzgórzu katedralnym (ang. Cathedral Hill) górującym nad miastem. Jest jedną z dwóch katedr diecezji Down i Dromore (drugą jest katedra w Dromore) w prowincji Armagh. Katedra jest centralnym punktem w Downpatrick.
Jest to stare kościelne miejsce z kościołem pod wezwaniem Świętej Trójcy wzmiankowanym w XII wieku. W 1124 roku święty Malachiasz z Armagh został biskupem Down, i przystąpił do remontu i powiększenia katedry. W 1177 roku John de Courcy (normański zdobywca Ulsteru) sprowadził zakon benedyktynów i wygnał zakon augustianów osiedlonych tam przez świętego Malachiasza z Armagh. Przez 1220 rok budowla była w ruinie i została później zniszczona przez trzęsienie ziemi w 1245 roku. Katedra została spalona przez Edwarda de Bruce’a w 1316 roku, a następnie kilkakrotnie była odbudowywana i niszczona. W 1538 roku klasztor został skasowany, a następnie zniszczony w 1539 roku przez lorda Leonarda Greya, lorda zastępcę Irlandii, który urządził w niej stajnię dla koni. Zniszczenie katedry było jednym z zarzutów, pod którym Grey został stracony w 1541 roku. Potem, przez dwa wieki, katedra leżała w gruzach. W 1778 roku Jan Wesley, założyciel metodyzmu, odwiedził i opisał ją jako szlachetną ruinę. Okrągła wieża w pobliżu katedry została rozebrana w 1790 roku. Katedra zawiera elementy XIII-wiecznego kościoła opactwa benedyktynów w Down (czarnych mnichów). Odbudowa zrujnowanej XIV-wiecznej katedry w Downpatrick została zainicjowana po ustawie parlamentu z 1790 roku udzielającej 1000 funtów na ten cel. Hrabia Hillsborough ofiarował dalsze 568 funtów i 300 funtów zostało pożyczonych na rok z dochodów dekanatu. Długie prezbiterium z późnośredniowiecznej katedry zostało wyremontowane i przekształcone w nawę główną i prezbiterium dla nowej katedry. Charles Lilly kierował restauracją, ale była ona tak daleko idąca, że wiele detali z oryginalnej budowli zniknęło, bo dążył do odtworzenia ogólnego efektu średniowiecznego. Prace zostały zakończone i katedra była gotowa do użytku w 1818 roku. Ośmioboczna kruchta i neogotycka wieża zostały dobudowane do zachodniej fasady w 1826 roku. Krzyże z XI, X i XII wieku zachowały się w katedrze. Budowla dzisiaj to przede wszystkim oryginalne prezbiterium z XV wieku z dobudowanymi: kruchtą i wieżą. W latach 1985–1987 miała miejsce druga gruntowna restauracja, podczas której katedra była zamknięta.